# Época besseliana
La época besseliana, llamada así en honor al matemático y astrónomo alemán Friedrich Bessel, es una época basada en el Año besseliano, que es un año tropical medido en el punto donde la longitud del Sol es exactamente 280°.
Desde 1984, la época besseliana ha sido sustituida por la época juliana. La época estándar actual es J2000.0, que es una época juliana.
Las épocas besselianas son calculadas de acuerdo a:
B = 1900.0 + (día juliano − 2415020.31352) / 365.242198781
La época estándar que fue usada antes de la actual época estándar (J2000.0) fue B1950.0, una época besseliana.
- Datos: Q6174265